# Киријак Јерусалимски
Јуда Киријак (грч. Κυριακος) је јерусалимски свети патријарх који се помиње у апокрифној литератури као помоћник царици Јелени у њеној потрази за Животворним крстом.

## Легенда о наласку крста
Према Златној легенди, Јуда Киријак је био један од јеврејских мудраца, међу чијим су прецима (браћа његовог оца) били први мученик Стефан и Никодим, тајни Христов ученик. Сазнавши од свог оца где се налази Крст, Јуда је на савету стараца изјавио да ће откриће Крста уништити њихову веру и лишити Јевреје супериорности над хришћанима. Тада су му Јевреји забранили да обавести царицу где се налазе свете мошти, али након што је Јелена запретила да ће их живе спалити, Јуда јој је признао. Јелена га је бацила у суви бунар и тамо га држала седам дана, након чега је „дошао на једно место, подигао глас и молио се да му се спусти знак. Одмах је земља на том месту почела да се помера, и из ње је изашао миомирис задивљујуће сласти тако да је Јуда, осетивши то, од радости пљеснуо рукама и узвикнуо: „Заиста, Исусе Христе, ти си спаситељ света!“.
Ова прича о Јуди заснована је на Созоменовом извештају о упућеном Јеврејину који је живео на Истоку, и можда је део званичне легенде о открићу Животворнога крста, само у новој перспективи коју је створио Јаков Ворагински. Руфин Аквилејски, Паулин из Нолана и Сулпиције Север су такође писали о укључивању локалног становништва у потрагу за Крстом. Међутим, касније, у 7. веку, Јован Никијески је известио да је крст за Јелену пронашао извесни Аблавије, „ревносни хришћанин, један од најугледнијих људи [царства]“ .

## Киријаково мучеништво
Такође у „Златној легенди“ је назначено да је Јуда, након што је пронашао крст, крштен под именом Киријак. Убрзо поставши епископ јерусалимски, пострадао је мученички за време цара Јулијана Отпадника. Исти опис дају црквени историчари Созомен и Григорије Турски. Међутим, податке о њему као епископу јерусалимском историчари не потврђују. Према претпоставци боландисте Данијела Папербоха, Киријак се може поистоветити са епископом Јудом (2. век), који се помиње у „Црквеној историји“ и „Хроници“ Јевсевија Цезарејског.

## Поштовање
Јуда Киријак је поштован као мученик. Спомен у Православној Цркви празнује се 28. октобра (по јулијанском календару) у Католичкој цркви 1. и 4. маја.
Центар поштовања Светог Киријака на Западу је град Анкона, где се налазе његове мошти и чијим се заштитником сматра. По предању, донети су из Јерусалима за храм који је у Анкони саградила Гала Плацидија. 
У почетку су мошти светог Киријака биле у крипти у мермерном саркофагу. 1755. године је отворен и откривене су реликвије умотане у свилену тканину из 10. века и новчићи из 11.-12. века. Мошти су прегледане и положене у гроб са скидајућим панелом за отварање верницима на празнике. Године 1979. мошти су поново прегледане уз ангажовање стручњака, који су утврдили да припадају човеку просечне висине, старом око 65 година, који је преминуо од снажног ударца у десну страну лица. Оштећења су констатована и у виду посекотине на врату и трагова олова на крову уста и у душнику. Ово је прихваћено као доказ у прилог Киријаковог мучеништва описаног у житију.